# Los jardines de luz
Los jardines de luz es una novela escrita por el escritor libanés Amin Maalouf. Plublicada en 1991.

## Reseña
Los jardines de luz narra la biografía ficticia de Mani,  líder religioso iraní fundador del maniqueísmo. Con los pocos datos existentes sobre este personaje, Maalouf recrea lo que pudo haber sido su vida, mezclando en la novela personajes y hechos reales con ficticios. 
Mani, protagonista de la novela, fundó una doctrina universal conocida como maniqueísmo, en la que las tres religiones más extendidas del momento, cristianismo, budismo y zoroastrismo se conciliaban en una visión humanista del mundo, cruelmente perseguida por los diferentes imperios de su tiempo. 
En este libro seguimos la vida de Mani, desde su inicio en una secta cristiana de Ctesifonte, de la que huye al serle revelado por su «alma gemela» su deber en la vida: propagar un grito en el mundo, una nueva visión de la vida. Así, Mani comienza un viaje que lo llevará por Irán hasta la India. Conoceremos el imperio Sasánida, a Sapor, hijo del famoso rey de reyes Astajerjes, amigo y protector de Mani, las confabulaciones de su corte, los magos zoroastristas, la animadversión de los dos hijos y pretendientes a heredar el trono... y el fin del viaje en Beth-Lapat, donde fue condenado a muerte por Bahram I, hijo de Sapor.
Mani fue llamado «el apóstol de Jesús» en Egipto y «el Buda de luz» en China. Poco queda hoy de sus enseñanzas, su mensaje de armonía entre los hombres y su sutil religión del claroscuro: la Iglesia deformó el significado de maniqueísmo para designar a los herejes y el fuego acabó con muchos de sus escritos.
- Datos: Q7735877